# Alexander Grau
Alexander Grau (ur. 17 lutego 1973 roku w Augsburgu) – niemiecki kierowca wyścigowy.

## Kariera
Grau rozpoczął karierę w międzynarodowych wyścigach samochodowych w 1992 roku od startów w Formule ADAC Junior. Uzbierane 157 punktów pozwoliło mu tam zdobyć tytuł mistrza serii. W późniejszych latach Niemiec pojawiał się także w stawce Deutsche Tourenwagen Meisterschaft, Masters of Formula 3, International Touring Car Championship, FIA GT Championship, 24-godzinnego wyścigu Le Mans oraz Niemieckiego Pucharu Porsche Carrera.